# Lucas Eriksson
Lucas Eriksson (Gånghester, 10 aprile 1996) è un ciclista su strada svedese, professionista dal 2018, che gareggia per il Tudor Pro Cycling Team.

## Palmarès

### Strada
- 2014 (Juniores)

3ª tappa Corsa della Pace Juniores (Teplice > Zinnwald)
- 2016 (Team Tre Berg, una vittoria)

Campionato svedese, Prova in linea Under-23
- 2018 (Motala AIF, una vittoria)

Campionato svedese, Prova in linea Elite
- 2019 (Riwal-Readynez, una vittoria)

Campionato svedese, Prova in linea Elite
- 2021 (Riwal Cycling Team, due vittorie)

1ª tappa Circuit des Ardennes (Sedan > Sedan)
Classifica generale Circuit des Ardennes
- 2022 (Riwal Cycling Team, tre vittorie)

Classifica generale Circuit des Ardennes
Campionato svedese, Prova in linea Elite
Classifica generale Kreiz Breizh Elites
- 2023 (Tudor Pro Cycling Team, una vittoria)

Campionato svedese, Prova in linea Elite

#### Altri successi
- 2013 (Juniores)

Classifica scalatori Trofeo Karlsberg
- 2014 (Juniores)

Classifica scalatori Grand Prix Général Patton

### Ciclocross
- 2013-2014

Campionato svedese, Juniores

## Piazzamenti

### Competizioni mondiali
- Campionati del mondo

Toscana 2013 - In linea Junior: 6º
Ponferrada 2014 - In linea Junior: 7º
Richmond 2015 - In linea Under-23: 27º
Doha 2016 - In linea Under-23: 7º
Bergen 2017 - In linea Under-23: 24º
Innsbruck 2018 - In linea Under-23: 46º
Yorkshire 2019 - In linea Elite: 45º
Imola 2020 - In linea Elite: 85º
Fiandre 2021 - In linea Elite: ritirato
Glasgow 2023 - In linea Elite: 32°

### Competizioni europee
- Campionati europei

Olomouc 2013 - In linea Junior: 12º
Nyon 2014 - In linea Junior: 27º
Tartu 2015 - In linea Under-23: 39º
Plumelec 2016 - In linea Under-23: 23º
Herning 2017 - In linea Under-23: 60º
Zlin 2018 - In linea Under-23: 5º
Glasgow 2018 - In linea Elite: ritirato
Alkmaar 2019 - In linea Elite: ritirato
Plouay 2020 - In linea Elite: 38º
Trento 2021 - In linea Elite: ritirato